# Siegfried Rosenfeld
Siegfried Rosenfeld (* 22. März 1874 in Marienwerder; † 2. Dezember 1947 in London) war ein deutscher Jurist und Politiker (SPD).

## Leben
Rosenfeld stammte aus einer jüdischen Familie. Seine jüngere Schwester  Else (1876–1927) heiratete den Arzt Ignaz Schlomer. Nach dem Besuch des Gymnasiums studierte er Rechtswissenschaften an den Universitäten in Freiburg und Berlin. 1897 legte er die Erste Juristische Staatsprüfung ab und 1899 promovierte er in Rostock zum Doktor der Rechte. Die Zweite Juristische Staatsprüfung bestand er 1903. Danach war er bis 1933 als Rechtsanwalt und Notar in Berlin tätig.
Im Jahr 1905 trat Rosenfeld der SPD bei. Zwischen 1912 und 1923 fungierte er als Rechtsbeistand des Deutschen Landarbeiterverbandes. Im Ersten Weltkrieg war Rosenfeld Soldat. Zwischen 1923 und 1925 war er als Kammergerichtsrat und Referent tätig. Von 1925 bis 1928 war Rosenfeld Ministerialrat und danach bis 1932 Ministerialdirigent im preußischen Justizministerium. Politisch engagierte sich Rosenfeld 1919 und 1920 als Mitglied der Stadtverordnetenversammlung von Charlottenburg. Außerdem war er von 1921 bis 1933 Mitglied des Preußischen Landtages.
Zu Beginn der Zeit des Nationalsozialismus siedelte Rosenfeld zunächst nach Oberbayern über. Im Jahr 1934 wurde er kurzzeitig inhaftiert. Im Jahr 1939 gelang ihm noch die Emigration nach Großbritannien. Seine Frau Else Rosenfeld hatte in Deutschland zurückbleiben müssen. Ihr gelang 1944 die Flucht in die Schweiz und sie ging von dort nach Großbritannien. Als deutscher Staatsangehöriger war Rosenfeld im Jahr 1940 auf der Isle of Man interniert. Später wurde er Mitglied der Association of Jewish Refugees in Great Britain.
Rosenfeld lehnte nach dem Zweiten Weltkrieg eine Rückkehr nach Deutschland ab, weil er fürchtete, als Feind angesehen zu werden. „Niemals will ich Deutschland wieder sehen … Wer während des Krieges im Ausland, besonders hier, lebte, wird immer als Kriegshetzer und Deutschlands Feind angesehen werden.“